# Watch That Man
Watch That Man è un brano musicale scritto dall'artista inglese David Bowie, prima traccia dell'album Aladdin Sane del 1973.
Nel maggio dello stesso anno uscì in Italia come lato B di Let's Spend the Night Together, cover dei Rolling Stones a sua volta inclusa nell'album.

## Il brano
Scritta a New York nel settembre 1972 durante lo Ziggy Stardust Tour, Watch That Man è la traccia che apre Aladdin Sane e con la quale Bowie mise subito in evidenza un cambio di direzione rispetto all'album precedente. Il cantante scelse deliberatamente un sound più ruvido per scuotersi di dosso la produzione tipicamente glam di Ziggy Stardust e per questo scelse di ispirarsi allo stile di Exile On Main Street dei Rolling Stones, con la chitarra di Mick Ronson che prende il sopravvento sulla voce di Bowie, lasciata talmente in secondo piano nel mix da risultare a malapena udibile.
Il co-produttore Ken Scott ha dichiarato nel 1999 che la MainMan, la compagnia di management fondata da Tony Defries, gli aveva inizialmente chiesto di remixare il brano in modo che la voce fosse messa maggiormente in risalto: «Quando si è trattato di mixare la traccia, per ottenere quel tipo di potenza ho messo tutto in primo piano, il che significava penalizzare la voce... Quando abbiamo consegnato i nastri dell'album ho sentito dire a quelli di MainMan, "Fantastico, ma possiamo fare un altro mix di Watch That Man, con la voce più in evidenza in modo da sentire un po' meglio David?" Così ho rifatto il mix con David in primo piano... Un paio di settimane più tardi ho ricevuto una telefonata dalla RCA e mi dissero "Avevi ragione, andremo avanti con l'originale"».
Alcune fonti sostengono che Watch That Man sia una sorta di omaggio a Mick Jagger mentre secondo un'altra teoria trarrebbe ispirazione dalla performance di David Johansen con i New York Dolls avvenuta nell'ottobre 1972 al Mercer Arts Center di Manhattan. In realtà Bowie dichiarò che il testo rifletteva il tentativo di enfatizzare un episodio accaduto nel 1971 ad una festa, durante la quale era avvenuta la sua iniziazione alla "Babilonia del rock 'n' roll" corrotta dalla droga con cui era entrato in contatto durante il suo primo tour americano, un'esperienza dalla quale aveva ricavato la sensazione di una società prossima al tracollo.
La figura dell'uomo che si preoccupa solo "di ciò che accade nella stanza" può essere interpretata come l'archetipo dello spacciatore mentre l'attacco di panico descritto quando la canzone raggiunge la sua climax potrebbe essere la descrizione del classico "brutto viaggio" dei novizi alle prime esperienze con le droghe.

## Formazione
- David Bowie - voce, chitarra
- Mick Ronson - chitarra
- Trevor Bolder - basso
- Mick Woodmansey - batteria
- Mike Garson - pianoforte
- Ken Fordham - sassofono
- Linda Lewis - cori
- Geoffrey MacCormack - cori
- Juanita "Honey" Franklin - cori

## Watch That Mandal vivo
Watch That Man venne eseguita solo durante l'Aladdin Sane Tour 1973 e il Diamond Dogs Tour 1974.

## Pubblicazioni
Le uniche raccolte in cui è presente il brano sono Best Deluxe (uscita in Giappone nel 1973) e Sound + Vision del 1989, nella versione dal vivo già inclusa in David Live del 1974. Una versione live si trova anche in Ziggy Stardust - The Motion Picture del 1983 e nel film concerto Ziggy Stardust and the Spiders from Mars.

## Cover
La cantante scozzese Lulu incise una cover di Watch That Man nel 1974, alla quale contribuirono Bowie alla voce d'accompagnamento e Mick Ronson alla chitarra. Il brano venne pubblicato su come lato B di The Man Who Sold the World e due anni dopo fu inserito nell'album Heaven and Earth and the Stars.
Altre cover sono state eseguite dai Cybernauts e dalle Fur Ones, rispettivamente negli album Cybernauts Live del 2000 e Spiders from Venus: Indie Women Artists and Female-Fronted Bands Cover David Bowie del 2004.